# Antony Hickling

Antony Hickling (n. 8 noiembrie 1975, Johannesburg, Africa de Sud) este un regizor și actor anglo-francez. După ce a urmat cursurile de actorie ale universității din Manchester, Antony a lucrat ca actor în Anglia, ulterior stabilindu-se în Paris pentru a studia regia de film. În paralel cu aceste studii, el și-a urmat cariera de actor în Franța, jucând în filme regizate de  Luc Besson, Todd Verow și Jean-François Laguionie. 
Antony Hickling a debutat ca scriitor și regizor în scurt-metrajul Trilogia Nașterii, în 2010. Între 2011 și 2013, acesta a lucrat la o nouă trilogie,  Little Gay Boy, care a devenit un succes în cadrul festivalurilor la nivel internațional și a a fost editat în toamna anului 2013 pentru un film de lung-metraj. Pentru thriller-ul O respirație adâncă, Antony a lucrat cu regizorul german André Schneider.
Filmele lui Antony Hickling sunt caracterizate de un simbolism religios și explicit, de artificialitate a reprezentării sexuale deformate.

## Filmografie

### Actor
- 2008:  8-Wonderland] (r. Nicolas Alberny, Jean Mach)
- 2010: Arthur 3: Războiul dintre cele două lumi  Luc Besson
- 2010:  Heavy Rain
- 2012: Louise en Hiver (r. Jean-François Laguionie)
- 2020: Tendre et Saignant : (r. Christopher Thompson)[3]
- 2021: Boîte noire (film) : (r. Yann Gozlan)
- 2021: Down in Paris : (r. Antony Hickling)[4]
- 2021: J'adore ce que vous faites : (r.  Philippe Guillard)[5]
- 2022: Hard Skills : (r. Stéphane Guénin)
- 2022: Lupin : (r. Daniel Grou)[6]

## Regizor

### Scurtmetraje
- 2010 : Birth 1, 2, 3 (de asemenea, scriitor)
- 2011 :  L'Annonciation or The Conception of a Little Gay Boy (de asemenea, scriitor)
- 2011:  Chéries-Chéris 2011]
- 2011:  QJ (de asemenea, scriitor)
- 2012:  Little Gay Boy, chrisT is Dead] (de asemenea, scriitor)
- 2013:  Sfânta Joi (Cina cea de Taină)] (de asemenea, scriitor)
- 2013:  Honey Killer]
- 2014:  Carnaval
- 2014:  Pd

### Lungmetraje
- 2013:  Little Gay Boy (cu Manuel Blanc) (de asemenea, scriitor)[7]
- 2014: One Deep Breath (cu Manuel Blanc, André Schneider )
- 2016: Where Horses Go to Die[8]
- 2018: Frig[9]
- 2021: Down in Paris[10]

### Documentare
- 2013: The End of Cruising (cu Todd Verow )
- 2023: Un après-midi chez Patrick Sarfati  (documentaire)[11]